# 尖叶木
尖叶木（学名：Urophyllum chinense），为茜草科尖叶木属下的一个植物种。